# Джасвант Сінґг (хокеїст на траві)
Джасвант Сінґг (10 серпня 1931 — 14 січня 2022) — індійський хокеїст на траві.
Срібний призер Олімпійських Ігор 1960 року.